# 대한민국 형사소송법 제127조
대한민국 형사소송법 제127조는 집행중지와 필요한 처분에 대한 형사소송법의 조문이다.

## 조문
제127조(집행중지와 필요한 처분) 압수·수색영장의 집행을 중지한 경우에 필요한 때에는 집행이 종료될 때까지 그 장소를 폐쇄하거나 간수자를 둘 수 있다.

第127條(執行中止와 必要한 處分) 押收·搜索令狀의 執行을 中止한 境遇에 必要한 때에는 執行이 終了될 때까지 그 場所를 閉鎖하거나 看守者를 둘 수 있다.

## 참고 문헌
- 손동권 신이철, 새로운 형사소송법(초판, 2013), 세창, 2013. ISBN 9788984114081

## 같이 보기
- 집행중지